# Bátaszék

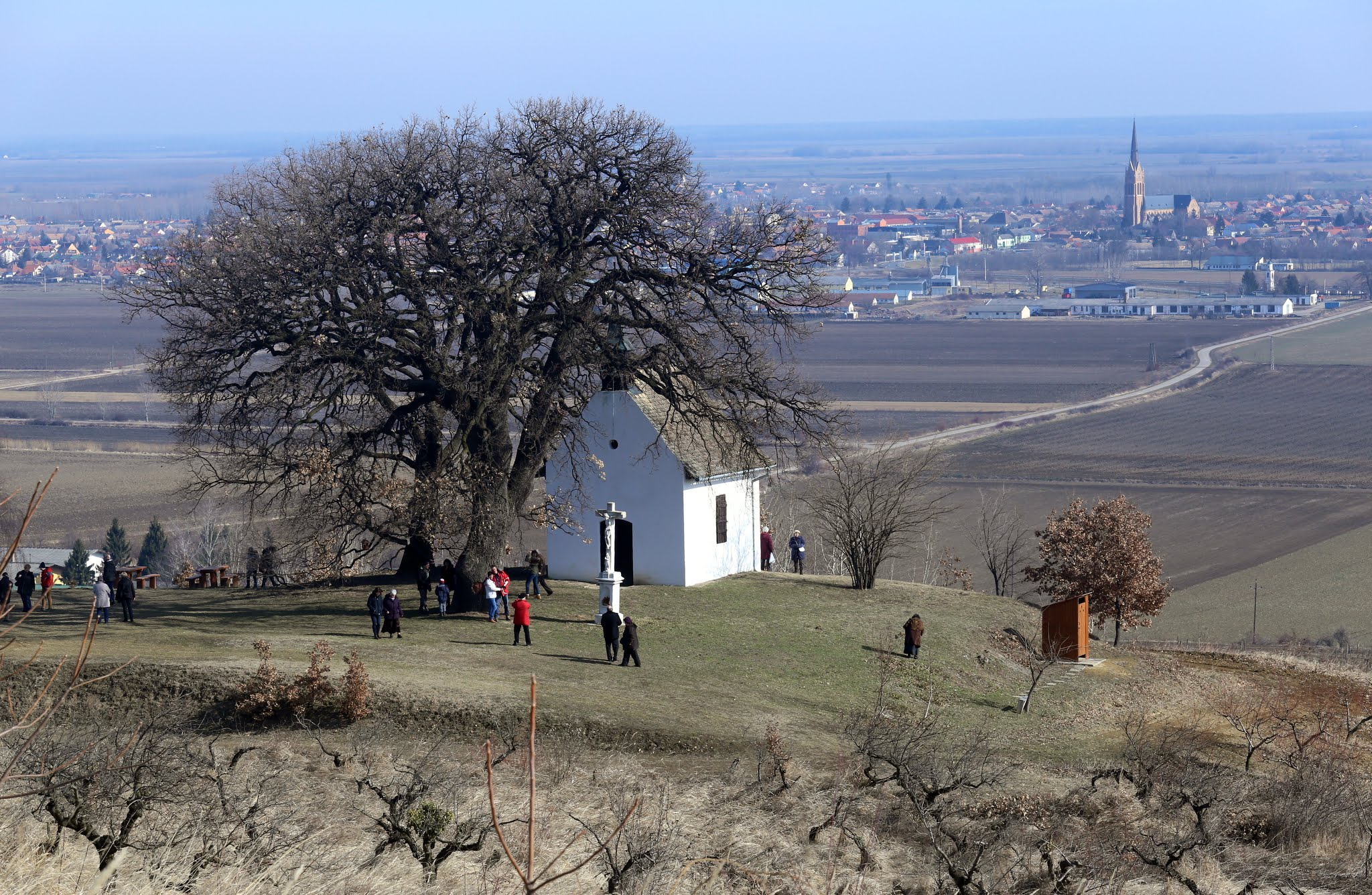
Nejstarší strom v Bátaszéku, který byl zvolen evropským stromem roku 2016

Bátaszék [bátasék] (německy Badeseck, srbsky Батсек, Batsek) je město v Maďarsku v župě Tolna, spadající pod okres Szekszárd. Nachází se asi 12 km jihovýchodně od Szekszárdu. V roce 2015 zde žilo 6 217 obyvatel. Podle údajů z roku 2011 zde bylo 81,9 % Maďarů, 7 % Němců, 2 % Romů a 0,2 % Rumunů.
Bátaszék se nachází blízko břehu Dunaje, poblíže města prochází dálnice M6. Nejbližšími městy jsou Baja, Bonyhád a Szekszárd. Nedaleko jsou též obce Alsónána, Alsónyék, Báta, Bátaapáti, Dunaszekcső, Mőcsény, Mórágy, Pörböly, Szálka a Várdomb.